# Qacha’s Nek
Koordinaten: 30° 7′ S, 28° 41′ O

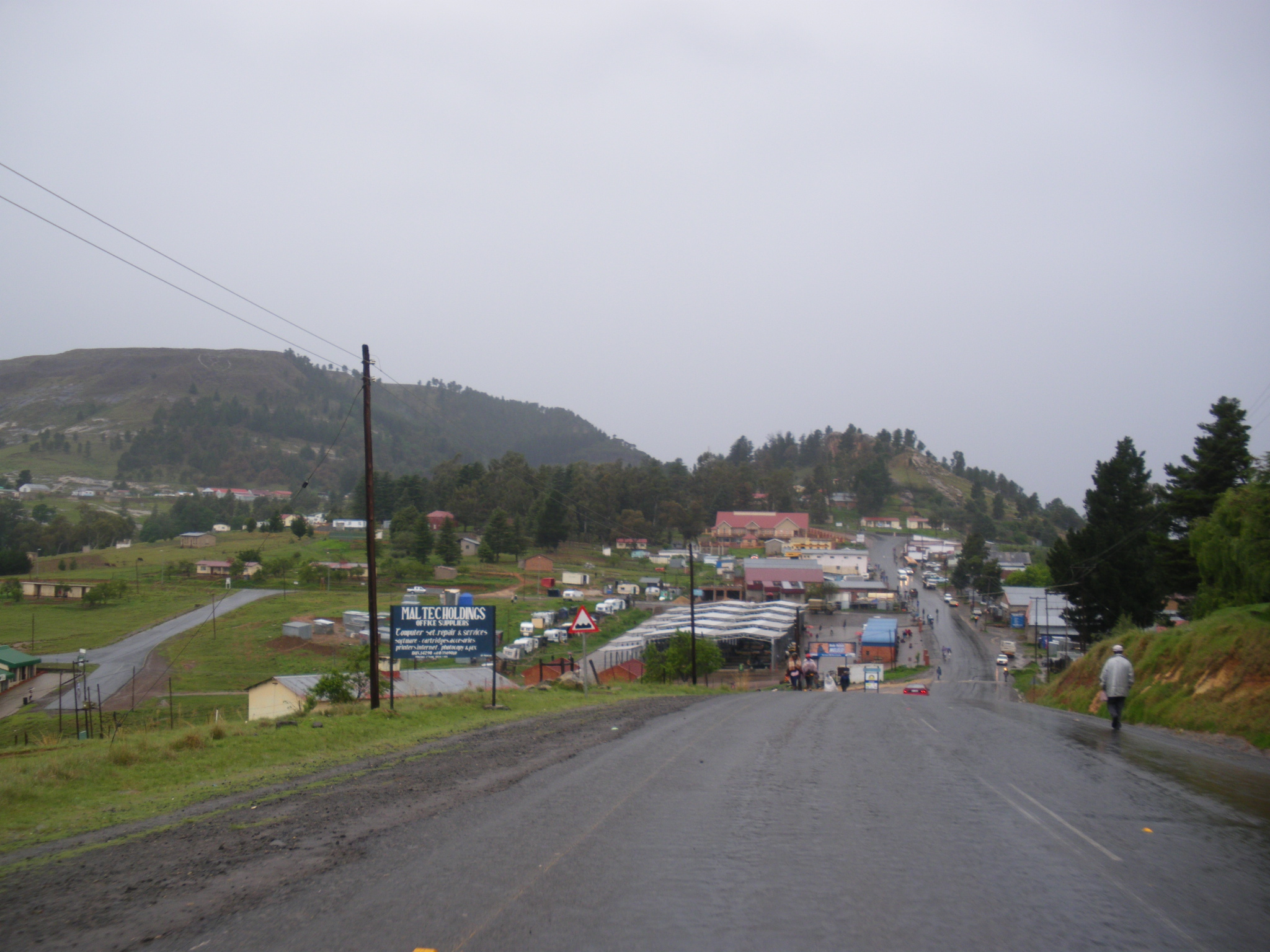
Blick auf Qacha’s Nek vom südafrikanischen Grenzposten

Qacha’s Nek (Aussprache: ˈ!ɑtʃɑs nɛk) ist die Hauptstadt des Distrikts Qacha’s Nek in Lesotho. Sie liegt im Südosten des Landes. Der Name bedeutet: Gebirgspass des Ncatya. Ncatya war ein Sohn des morena Moorosi, während nek aus dem Afrikaans stammt.

## Geographie
Im Jahr 2016 hatte Qacha’s Nek 15.917 Einwohner. Die Stadt ist die einzige des nach ihr benannten Distrikts. Sie liegt nur zwei Kilometer von der südlich verlaufenden Grenze zu Südafrika entfernt auf etwa 1980 Meter Höhe über dem Meeresspiegel.

### Klima
Die Stadt hat mit 900 Millimetern Niederschlag pro Jahr die höchste Niederschlagsmenge aller lesothischen Distrikthauptstädte. Vom nahen Indischen Ozean ziehen fast täglich Wolken heran, so dass in Qacha’s Nek oft Nebel herrscht. Im Sommer beträgt die Durchschnittstemperatur 17 °C, während es in der Hauptstadt Maseru 24 °C sind.

### Verkehr
Von Qacha’s Nek führt die asphaltierte A4 nach Quthing im Westen, mit einem Abzweig über Semonkong nach Maseru. Weitere Straßen führen Richtung Sehlabathebe National Park im Osten und nach Matatiele in Südafrika. Darüber hinaus ermöglicht ein Flugplatz Flugverbindungen nach Maseru.

### Infrastruktur
In Qacha’s Nek gibt es eines von zwei Krankenhäusern des Distrikts.

## Geschichte
Die Gegend um das heutige Qacha’s Nek wurde bis etwa 1850 ausschließlich von San bewohnt. Durch die Zuwanderung von Phuthi unter deren Chief Moorosi wurden sie assimiliert. Nach dem Gun War 1880–1881 siedelten zahlreiche Batlokoa aus dem heute südafrikanischen Griqualand East unter ihrem Anführer Lelingoana in dem Gebiet. Auch zogen erstmals Basotho aus anderen Teilen Basutolands in die Region. 1888 wurde die Stadt Qacha’s Nek als britischer Verwaltungssitz gegründet.
Im Jahr 1961 wurde das römisch-katholische Bistum Qacha’s Nek in der Stadt errichtet.

## Persönlichkeiten
- Annah Moteetee (* 1964), Botanikerin
- Tebello Ramakongoana (* 1996), Langstreckenläufer